# Alenka Artnik
Alenka Artnik Burghardt, slovenska potapljačica na vdih, * 11. oktober 1981, Koper
Odraščala je v Kopru. S potapljanjem na vdih se je začela ukvarjati pri tridesetih letih, najprej v bazenskih disciplinah, od leta 2015 pa v globinskih. Leta 2017 je ubranila naslov svetovne prvakinje in se kot četrta ženska v zgodovini potopila do stotih metrov globine. Med letoma 2018 in 2021 je šestkrat izboljšala ženski svetovni globinski rekord, zadnjič julija 2021 z doseženo globino 122 m na Bahamih. Leta 2025 je svoj rekord na Bahamih izboljšala na 123 m.

## Nagrade in priznanja
Leta 2021 je prejela Bloudkovo plaketo za »pomemben tekmovalni dosežek v športu« za leto 2020, nominirana je bila tudi za nagrade Ženska leta, Delova osebnost leta in Ona 365.

## Zasebno
Leta 2023 se je poročila z dolgoletnim partnerjem, švicarskim potapljačem na vdih Florianom Burghardtom.